# Gaetano Milanesi
Gaetano Milanesi (Siena, 1813 - Florencia, 1895), historiador de arte italiano.
Licenciado en derecho en 1834, se dedicó a la paleografía y a los estudios de historia, convirtiéndose en un célebre experto en búsquedas de archivo, uno de los más importantes de su tiempo.
Publicó con espíritu moderno Le Vite, de Giorgio Vasari (1845-1856), Documenti sulla storia dell'arte senese (1856) y la obra completa de Vasari en 9 volúmenes (1878).
Colaboró en las ediciones del Archivio storico italiano.
Otras obras suyas son:
- Storia della miniatura italiana: con documenti inediti. Florencia, Le Monnier, 1850.
- Nuove indagini con documenti inediti per servire alla storia della miniatura italiana. Florencia, s.n., 1850.
- Sulla storia dell'arte toscana: scritti vari. Siena, L. Lazzeri, 1873.
- Di Cafaggiolo e d'altre ceramiche in Toscana. Bolonia, Forni, 1902.

- Datos: Q616004
- Multimedia: Gaetano Milanesi / Q616004